# Diospyros celebica
Diospyros celebica, llamado popularmente ébano coromandel o ébano Makassar, es un árbol del género Diospyros, uno de los vulgarmente conocidos como ébano. Es endémico de la isla Célebes en Indonesia.

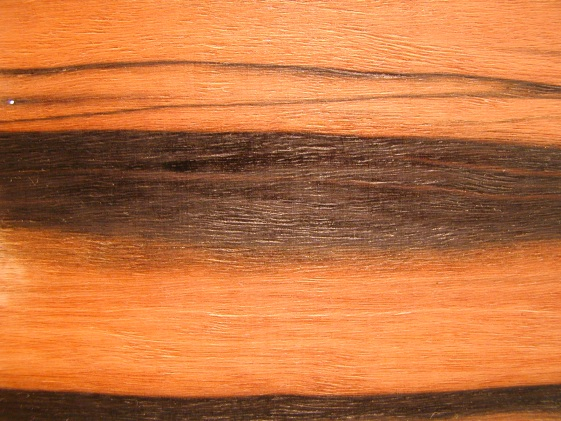
Detalle de la madera.

## Descripción
Árbol cuya altura máxima puede alcanzar los 40 m, aunque es difícil que llegue incluso a los 20 m debido a la demanda de su madera. Hojas dispuestas de forma alterna, de unos 6 a 15 cm de largo. Es una especie monoica con flores unisexuales. El fruto es una pequeña baya parecida al kaki.

### Madera
La madera es variegada,  entreverada  en marrón y negro, casi siempre en franjas anchas, a menudo defectuosa, con grietas y nudos. No es fácil de secar, necesitando bastante tiempo para hacerlo, por lo que es recomendable convertir cuanto antes los troncos en tablas. 
Se considera una madera muy valiosa para trabajos de tornería en madera, ebanistería fina y carpintería. Está muy solicitada para fabricar postes en las casas tradicionales japonesas. Es por ello por lo que Japón es el principal importador de esta madera. Al ser una madera tan apreciada por todos los ebanistas del mundo durante los últimos doscientos años en la actualidad es una madera muy escasa y cara, una de las más costosas en todo el mundo.[cita requerida]

## Distribución
Su área original de distribución es bastante reducida; algunas islas de Indonesia, y la isla Célebes, siendo el principal puerto por el que se exporta el de Makassar, del que recibe uno de sus nombres comunes: «ébano de Makassar».

## Taxonomía
Diospyros celebica fue descrito por Reinier Cornelis Bakhuizen van den Brink  y publicado en Gardens' Bulletin, Straits Settlements 7: 166. 1933.
Etimología
Diospyros: nombre genérico que proviene de (διόσπυρον) del griego Διός "de Zeus" y πυρός "grano", "trigo" por lo que significa originalmente "grano o fruto de Zeus". Los autores de la antigüedad usaron el vocablo con sentidos diversos: Teofrasto menciona un   diósp¯yros –un árbol con pequeños frutos comestibles de huesecillo duro–, el que según parece es el almez (Celtis australis L., ulmáceas), y Plinio el Viejo (27.98) y Dioscórides lo usaron como otro nombre del griego lithóspermon, de líthos = piedra y spérma = simiente, semilla, y que habitualmente se identifica con el Lithospermum officinale L. (boragináceas). Linneo tomó el nombre genérico de Dalechamps, quien llamó al Diospyros lotus "Diospyros sive Faba Graeca, latifolia".
celebica: epíteto geográfico que alude a su localización en Célebes.